# Debrc
Debrc (en serbio: Дебрц) es una antigua ciudad, actualmente pueblo, ubicado en el municipio de Vladimirci, distrito de Mačva, Serbia. Según el censo de 2011, el pueblo contaba con 858 habitantes (según censos anteriores, el número de habitantes era algo mayor: 875 en 2002 y 890 en 1991).

## Nombre
El nombre del asentamiento se remonta a la Edad Media, cuando allí se ubicaba el castillo del rey serbio Esteban Dragutin. En húngaro, el asentamiento se conocía como Debrecen. También existe una ciudad en Hungría con el mismo nombre (véase: Debrecen), y los nombres de ambos lugares son de origen eslavo.

## Historia

Reino de Esteban Dragutin centrado en Debrc,.

Durante el gobierno del rey serbio Esteban Dragutin (finales del siglo XIII), Debrc fue la capital de su reino entre 1276 y 1283.
Posteriormente, la zona de Mačva se convirtió en objeto de disputa entre los estados serbios y el Reino de Hungría. Debrc formó parte de varios estados serbios (el Imperio serbio, el Estado de Nicolás Altomanović, la Serbia del Morava y el Despotado de Serbia), antes de ser conquistada por el Imperio otomano. Entre 1718 y 1739, formó parte del Reino de los Habsburgo de Serbia, pero fue conquistada de nuevo por los otomanos en 1739. Desde 1804, Debrc forma parte del actual Estado serbio.

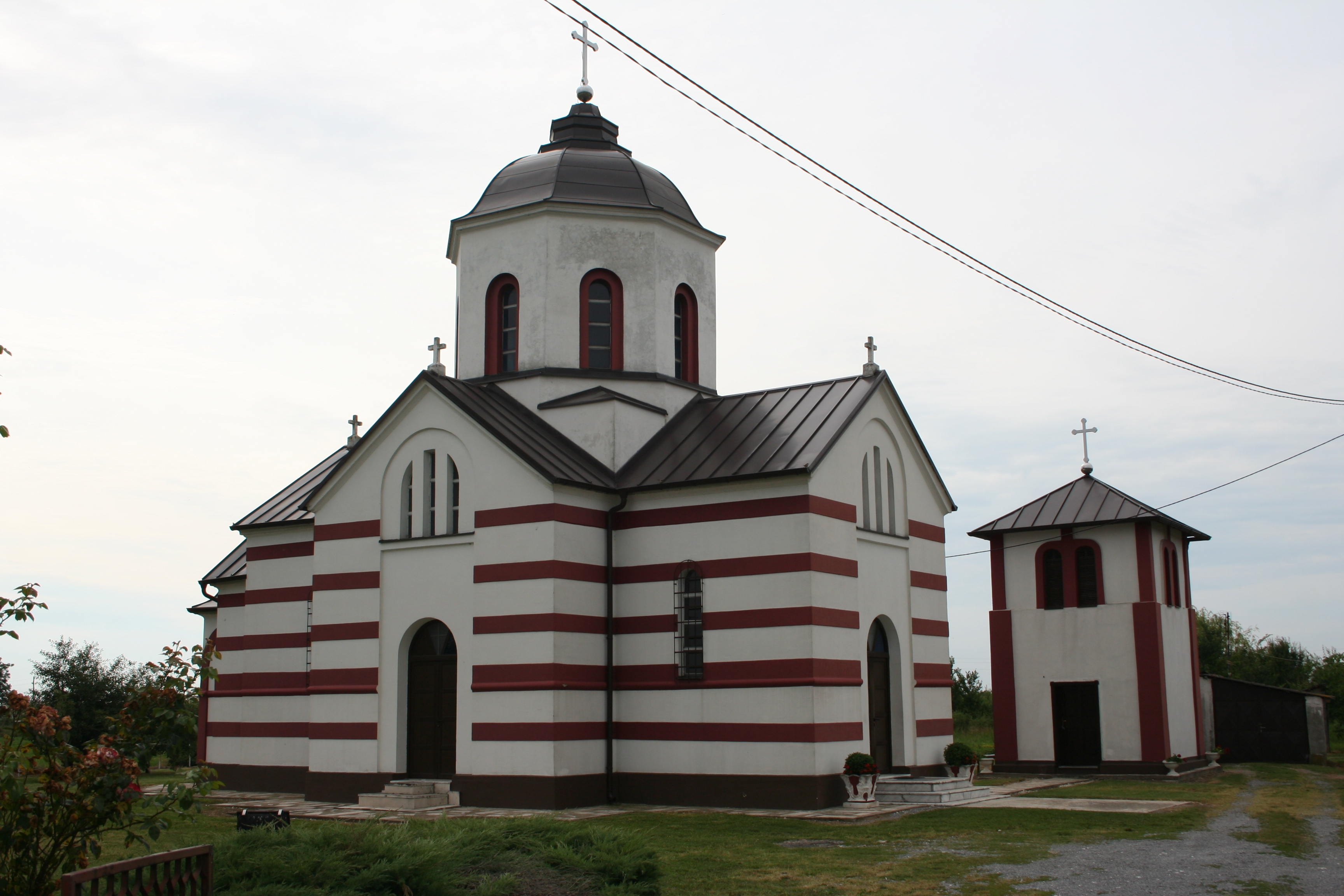
Iglesia ortodoxa de San Constantino y Santa Elena.

En 1892, la ciudad fundó una escuela moderna llamada Jovan Cvijic. El edificio escolar se construyó en 1910. En 1939, se construyó la Iglesia ortodoxa de San Constantino y Santa Elena.

## Características
La comunidad de Debrc es una de las más grandes e importantes del municipio de Vladimirci. Cuenta con numerosas infraestructuras importantes para la vida de sus ciudadanos, como: una oficina local, un centro de salud con farmacia, una escuela de ocho años con gimnasio y una biblioteca moderna, guardería, puestos veterinarios, etc.